# Plaza de España (Barcelona)
La plaza de España de Barcelona (oficialmente en catalán: plaça d'Espanya) es uno de los espacios más emblemáticos de la capital catalana. Fue construida durante la Exposición Internacional de 1929, según un proyecto elaborado por Josep Puig i Cadafalch y Guillem Busquets y finalizado por Antoni Darder. 
Con 34 000 m² es la segunda mayor plaza de España, tras la plaza de España de Madrid, y por delante de la plaza de Cataluña de Barcelona.
Es un importante centro del tránsito de la ciudad, al confluir en ella la Gran Vía de las Cortes Catalanas, la avenida del Paralelo, la calle Tarragona, la calle Creu Coberta y la avenida de la Reina María Cristina, a través de la que se accede a la zona de Montjuic, y donde se sitúa la Feria de Muestras y el Museo Nacional de Arte de Cataluña. Otros edificios importantes de la plaza son el Centro Comercial Las Arenas (antigua plaza de toros, obra de estilo neomudéjar de Augusto Font Carreras) y el Hotel Plaza, así como las llamadas Torres Venecianas, obra de Ramon Reventós, construidas para la Exposición de 1929. También se encuentran el Instituto Municipal de Educación y una comisaría de los Mozos de Escuadra.
En lo que se refiere a transportes, bajo la plaza se encuentran la estación de Plaza España de las líneas 1 y 3 del Metro de Barcelona y otra homónima de los Ferrocarriles de la Generalidad de Cataluña.

## Historia

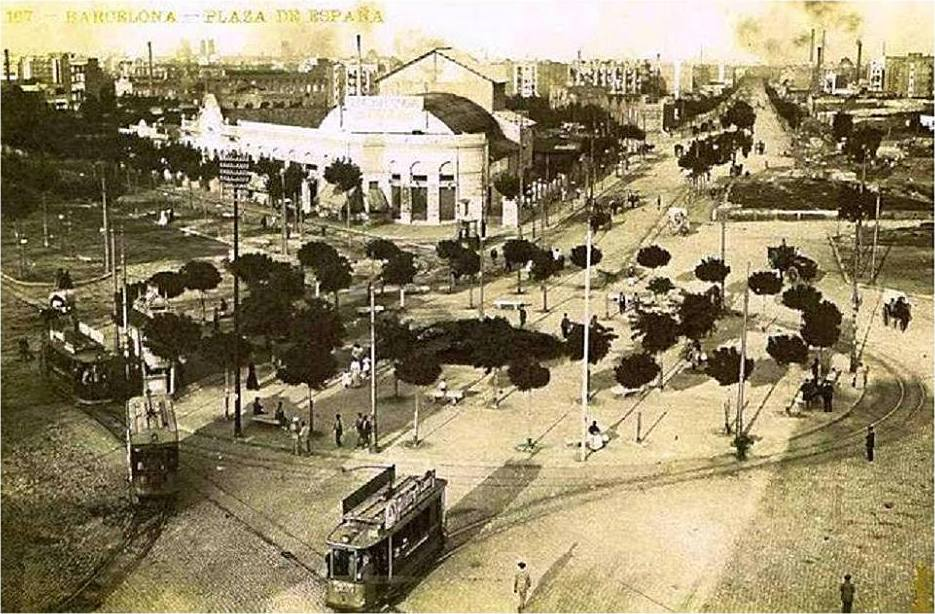
La plaza en 1898

La plaza de España fue proyectada por Ildefonso Cerdá en su proyecto de Ensanche como vía de comunicación entre Barcelona y las poblaciones del Bajo Llobregat. Después de un primer proyecto para urbanizar la plaza de Josep Amargós (1915), finalmente se encargaron de las obras Josep Puig i Cadafalch y Guillem Busquets, continuadas por Antoni Darder desde 1926. Diseñaron un conjunto monumental de forma circular, en torno a un hemiciclo formado por una columnata de estilo barroco, influenciada en la plaza de San Pedro de la Ciudad del Vaticano de Bernini. En la plaza se construyeron los hoteles de la exposición, obra de Nicolás Rubió Tudurí, de los que solo queda en pie el situado entre la Gran Vía y la calle Creu Coberta, actualmente destinado al CEIP "Francesc Macià" y al Instituto Municipal de Educación. En el acceso de la plaza que conduce a la avenida de la Reina María Cristina se situaron dos altas torres en forma de campaniles, obra de Ramon Reventós, inspirados en el campanile de San Marcos de Venecia. 

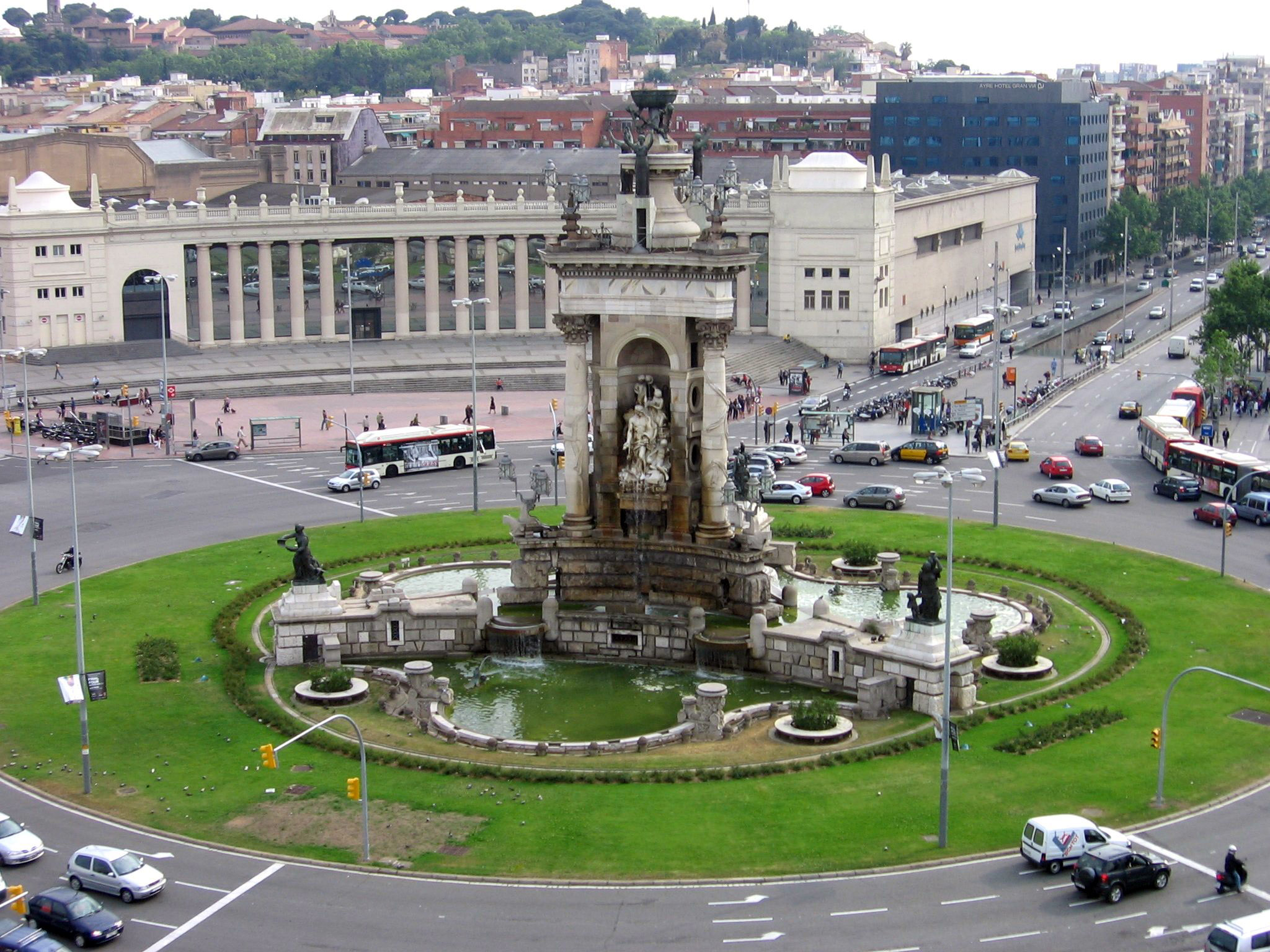
Fuente de la plaza de España

En el centro de la plaza —donde anteriormente se encontraba la cruz de término de la ciudad en la antigua carretera de Madrid— figura una fuente monumental diseñada por Josep Maria Jujol, con una ornamentada decoración escultórica obra de Miguel Blay y los hermanos Miquel y Llucià Oslé. De inspiración clásica, el sentido iconográfico de la obra representa una alegoría poética a España: sobre un estanque de planta triangular se sitúa un edículo con tres nichos con grupos escultóricos que simbolizan los ríos que desembocan en los tres mares que rodean la península ibérica, el Ebro (Mediterráneo), el Guadalquivir y el Tajo (Atlántico) y unas figuras de adolescentes para los ríos del mar Cantábrico, obra de Blay; en los vértices del estanque se sitúan tres grupos que representan los frutos y dones de las aguas: la Abundancia, la Salud Pública y la Pesca y la Navegación, obra de los hermanos Oslé; alrededor del cuerpo central se sitúan tres columnas con diversas figuras y emblemas que simbolizan la Religión (una cruz con Ramon Llull, Santa Teresa de Jesús y San Ignacio de Loyola), el Heroísmo (una espada con Don Pelayo, Jaime I de Aragón e Isabel la Católica), y las Artes (un libro con Ausiàs March y Miguel de Cervantes); remata la obra un pebetero de fuego con tres Victorias, obra en bronce del escultor Frederic Llobet.

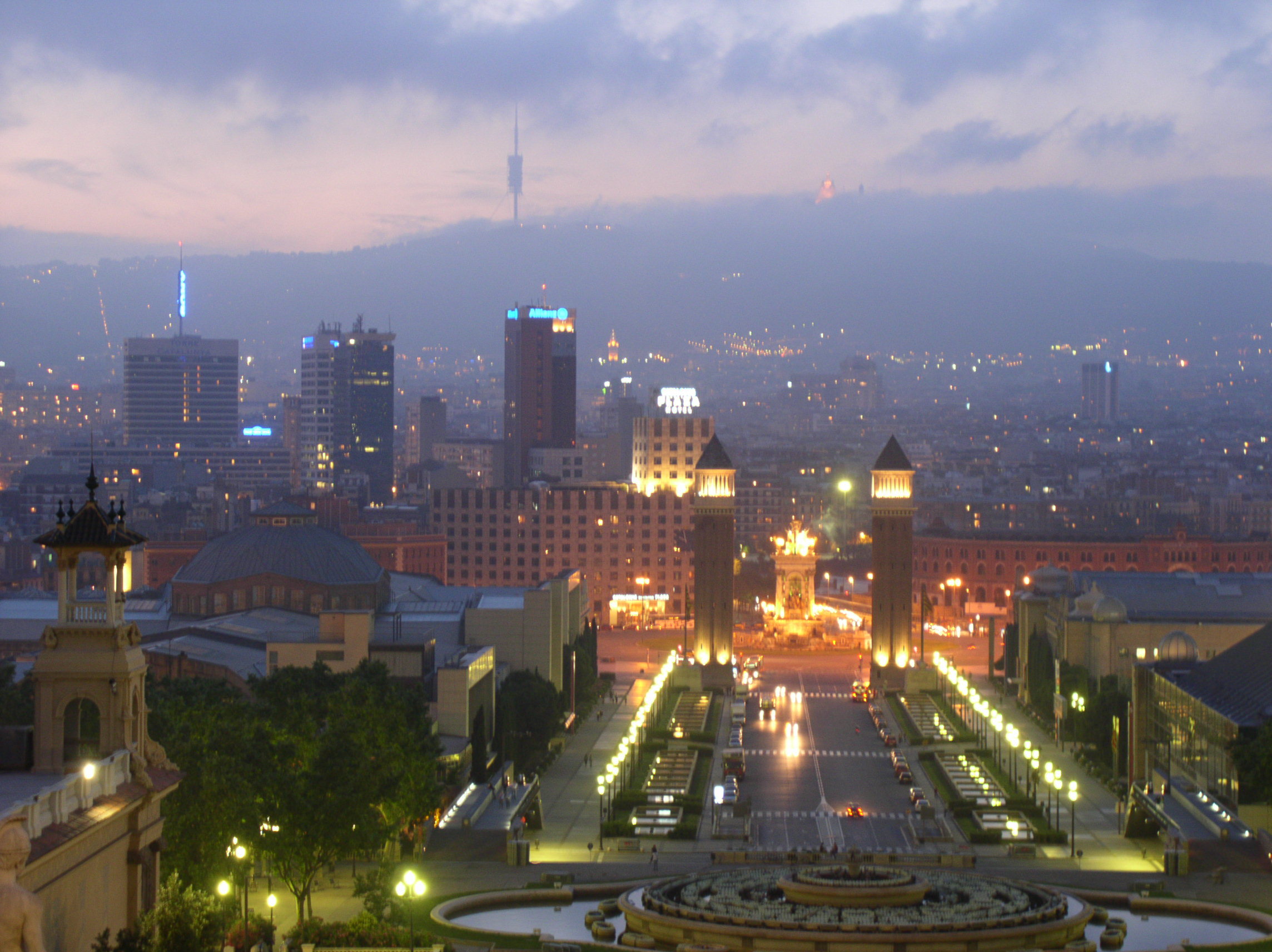
Imagen nocturna
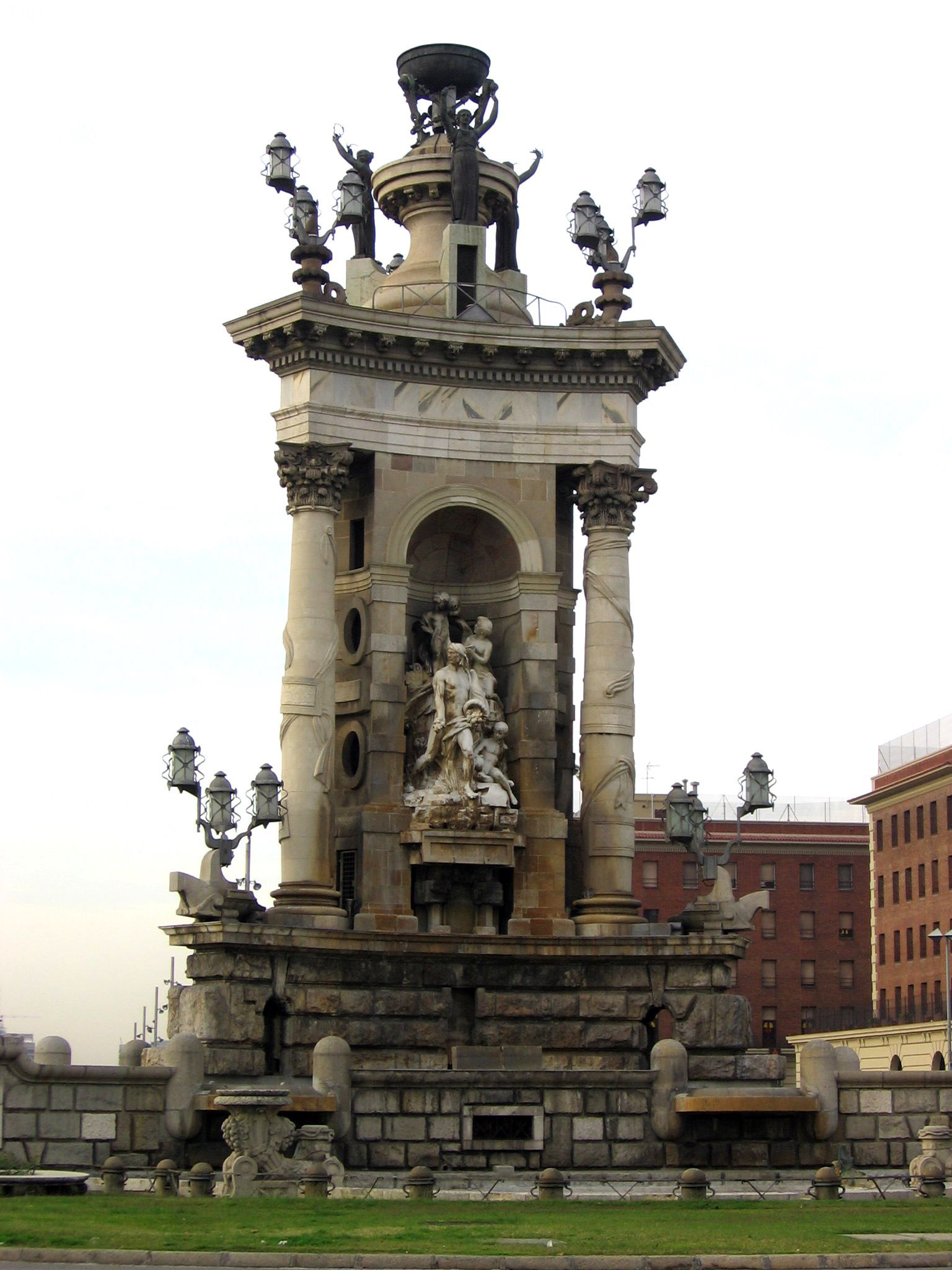
Fuente
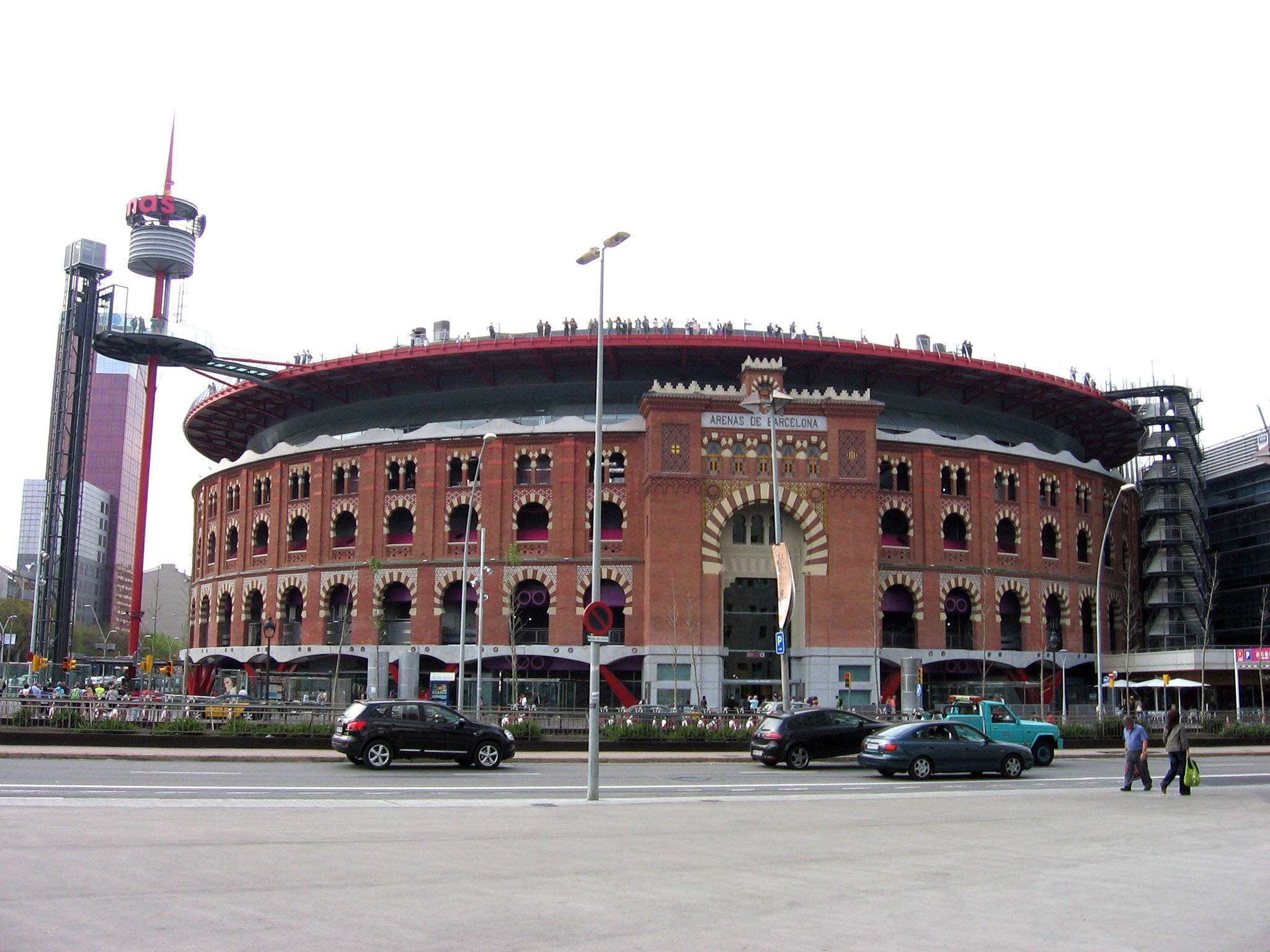
Centro comercial de Las Arenas
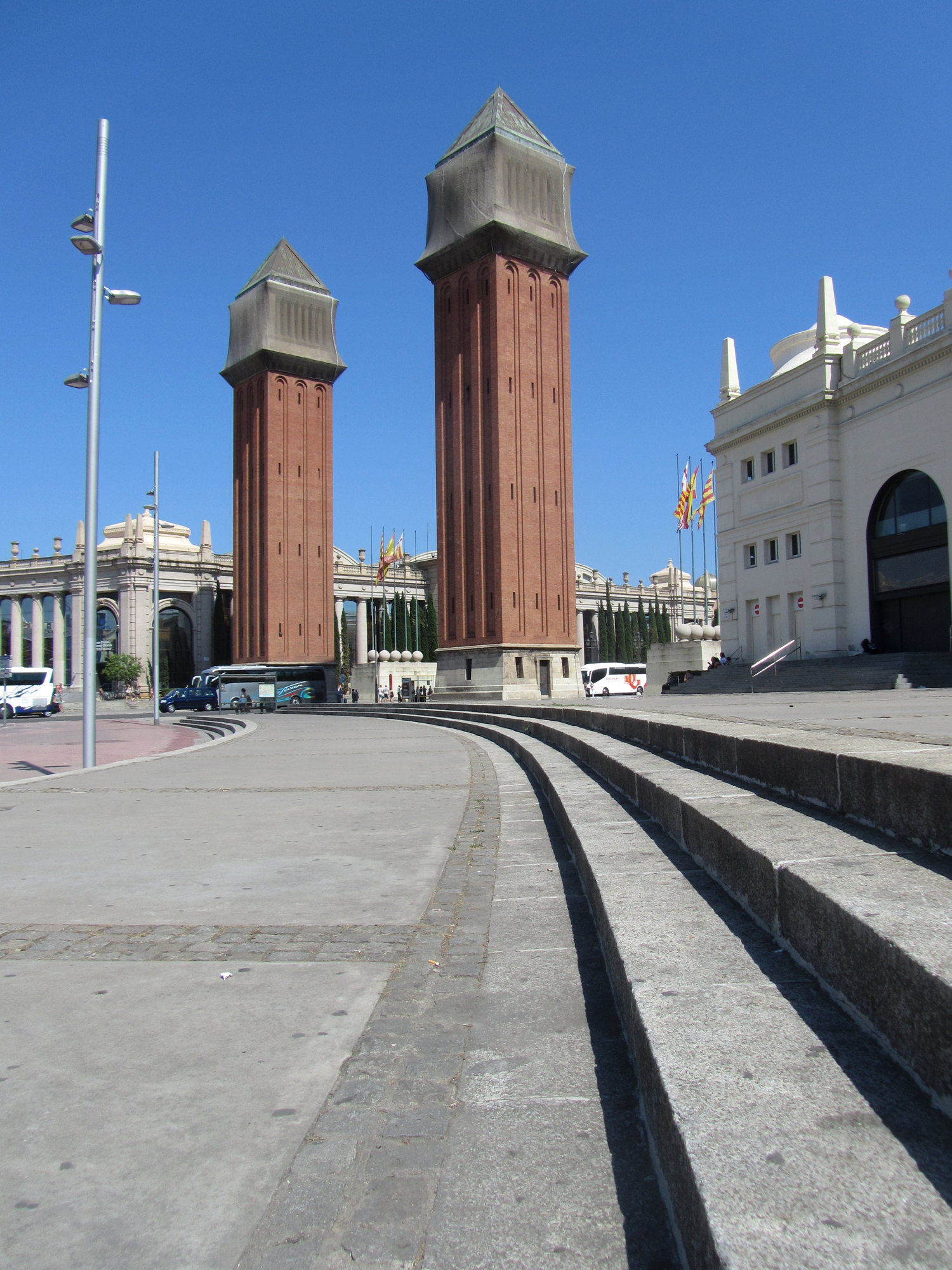
Torres Venecianas
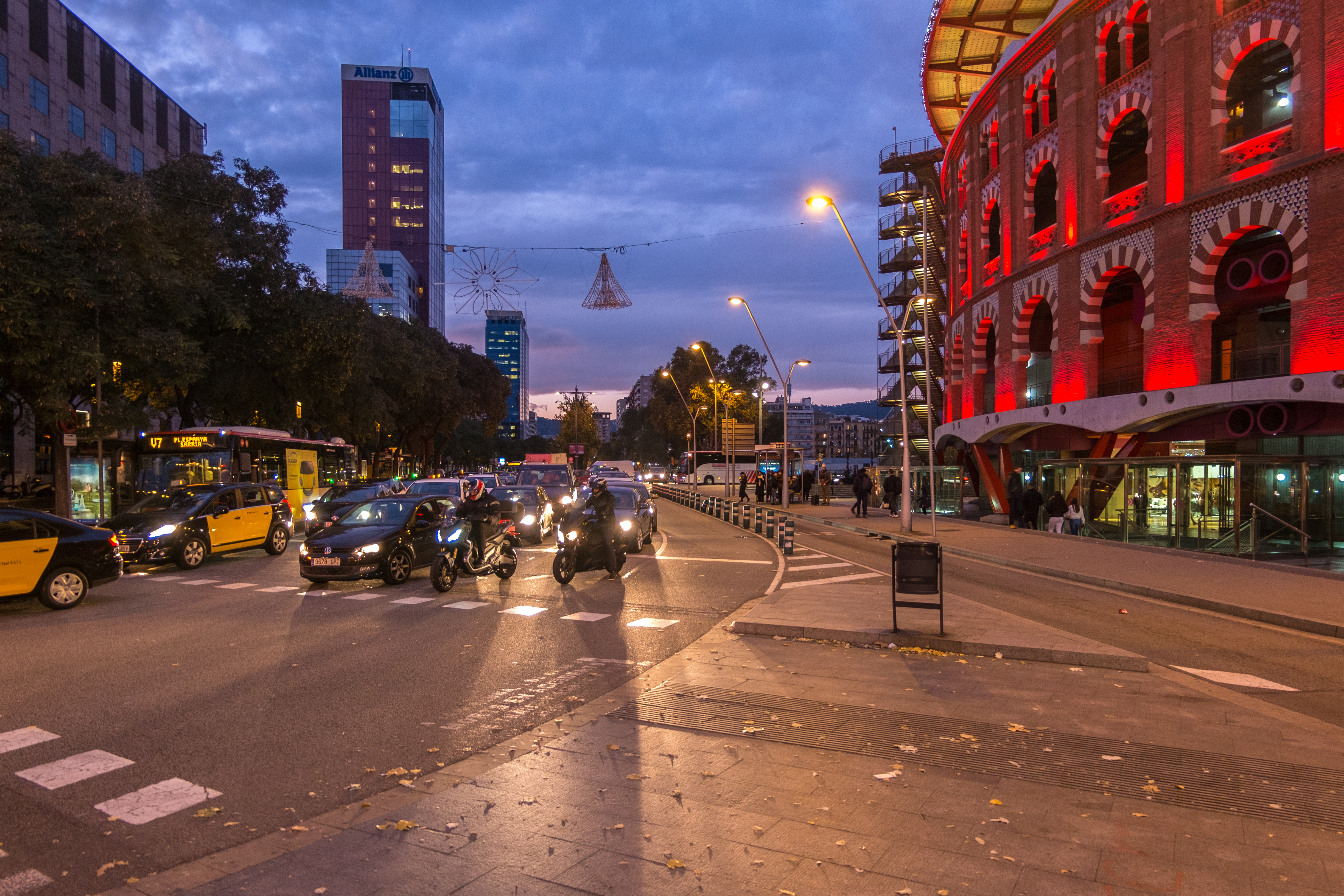
Tráfico en la noche